# ترانهاده

ماتریس ترانهاده

در جبر خطی تَرانَهادهٔ (به انگلیسی: Transpose) یک ماتریس یعنی ماتریسی که در آن جای سطرها و ستون‌ها برعکس شده است.
ترانهاده یعنی سطر و ستون را جابه‌جا کنیم، و این ابزار ساده در خیلی از محاسبات پایهٔ جبر خطی، آمار، فیزیک و یادگیری ماشین ضروری است.
ماتریس ترانهاده برای هماهنگ‌سازی عملیات‌های جبری خیلی مهم است. مثلاً در ضرب ماتریس‌ها، جابه‌جایی سطر و ستون کمک می‌کند که شکل داده‌ها با هم سازگار شود یا عملیات‌ها ساده‌تر انجام شوند.
ماتریس ترانهاده مانند A ماتریس دیگری است که با نماد AT (به شکل‌های دیگر A′، Atr یا tA نوشته می‌شود) مشخص شده و نسبت به ماتریس A دارای تفاوت با تعریف زیر است:
{\displaystyle [A]_{i\times j}=[A^{T}]_{j\times i}}
به عبارت دیگر باید هنگام نوشتن ترانهاده هر ماتریسی سطرهای ماتریس را به شکل ستون نوشت و ستون‌های ماتریس را به شکل سطر؛
در واقع یک ماتریس n×m اگر ترانهاده شود یک ماتریس m×n خواهد بود. ترانهاده یک عدد همان عدد است.

## کاربردها
کاربردهای مهم ترانهاده:
۱. محاسبات برداری و هندسی: مثلاً در ضرب داخلی دو بردار، باید یکی را به شکل سطری و دیگری را به شکل ستونی بنویسیم. اینجاست که ترانهاده به‌کار می‌آید.
۲. ماتریس متقارن: وقتی ترانهاده یک ماتریس با خودش برابر باشد، آن ماتریس متقارن است. این ماتریس‌ها در فیزیک و آمار کاربرد زیادی دارند.
۳. حل دستگاه معادلات خطی: در روش‌هایی مثل کمترین مربعات، ترانهاده نقش مهمی دارد.
۴. یادگیری ماشین و آمار: در ماتریس داده‌ها، برای ضرب و ترکیب درست ویژگی‌ها و نمونه‌ها، مرتب از ترانهاده استفاده می‌شود.

## مثال‌ها
- {\displaystyle {\begin{bmatrix}1&2\end{bmatrix}}^{\mathrm {T} }\!\!\;\!=\,{\begin{bmatrix}1\\2\end{bmatrix}}.}
- {\displaystyle {\begin{bmatrix}1&2\\3&4\end{bmatrix}}^{\mathrm {T} }\!\!\;\!=\,{\begin{bmatrix}1&3\\2&4\end{bmatrix}}.}
- {\displaystyle {\begin{bmatrix}1&2\\3&4\\5&6\end{bmatrix}}^{\mathrm {T} }\!\!\;\!=\,{\begin{bmatrix}1&3&5\\2&4&6\end{bmatrix}}.\;}

## خواص ترانهاده
برای دو ماتریس دلخواه A و B و عدد C خواص زیر صدق می‌کند
- {\displaystyle \left(\mathbf {A} ^{\mathrm {T} }\right)^{\mathrm {T} }=\mathbf {A} \quad \,}
- {\displaystyle (\mathbf {A} +\mathbf {B} )^{\mathrm {T} }=\mathbf {A} ^{\mathrm {T} }+\mathbf {B} ^{\mathrm {T} }\,}
- {\displaystyle \left(\mathbf {AB} \right)^{\mathrm {T} }=\mathbf {B} ^{\mathrm {T} }\mathbf {A} ^{\mathrm {T} }\,}
- ماتریس مربعی A وارون‌پذیر است اگر و فقط اگر AT وارون‌پذیر باشد
- {\displaystyle (c\mathbf {A} )^{\mathrm {T} }=c\mathbf {A} ^{\mathrm {T} }\,}
- {\displaystyle \det(\mathbf {A} ^{\mathrm {T} })=\det(\mathbf {A} )\,}
- ضرب داخلی دو ماتریس a و b می‌توان به شکل زیر محاسبه شود.

{\displaystyle \mathbf {a} \cdot \mathbf {b} =\mathbf {a} ^{\mathrm {T} }\mathbf {b} ,}
که در نمادگذاری اینشتینai bi نوشته می‌شود.
- {\displaystyle (\mathbf {A} ^{\mathrm {T} })^{-1}=(\mathbf {A} ^{-1})^{\mathrm {T} }\,}
- اگر A یک ماتریس مربعی باشد مقدار ویژه این ماتریس برابر مقدار ویژه ماتریس ترانهاده آن است.

## ماتریس‌های خاص
ماتریس مربعی در صورتی ماتریس متقارن نامید می‌شود که ترانهاده‌اش با خودش برابر باشد
{\displaystyle \mathbf {A} ^{\mathrm {T} }=\mathbf {A} .\,}
ماتریس G در صورتی ماتریس متعامد است که:
{\displaystyle \mathbf {GG} ^{\mathrm {T} }=\mathbf {G} ^{\mathrm {T} }\mathbf {G} =\mathbf {I} _{n},\,} &nbsp؛ که I ماتریس همانی است. GT = G-۱.
ماتریسی که ترانهاده‌اش با قرینه‌اش برابر باشد ماتریس پادمتقارن نامیده می‌شود
{\displaystyle \mathbf {A} ^{\mathrm {T} }=-\mathbf {A} .\,}
همیوغ ترانهاده ماتریس A، به شکل A*، نوشته می‌شود برابر است با ترانهاده آن ماتریس و ماتریس همیوغ آن.
{\displaystyle \mathbf {A} ^{*}=({\overline {\mathbf {A} }})^{\mathrm {T} }={\overline {(\mathbf {A} ^{\mathrm {T} })}}.}